# Khâm Thành
Khâm Thành là một xã thuộc huyện Trùng Khánh, tỉnh Cao Bằng, Việt Nam.

## Địa lý
Xã Khâm Thành nằm ở phía tây bắc huyện Trùng Khánh, có vị trí địa lý:
- Phía đông giáp xã Phong Châu
- Phía tây giáp Trung Quốc
- Phía nam giáp thị trấn Trùng Khánh và xã Lăng Hiếu
- Phía bắc giáp xã Ngọc Khê và xã Phong Nặm.

Xã Khâm Thành có diện tích 44,40 km², dân số năm 2019 là 2.917 người, mật độ dân số đạt 66 người/km².
Trên địa bàn xã Khâm Thành có một số ngọn núi như: Cô Chia, Khau Rung, Lũng Po, Lũng Bằng, Lũng Choát, Lũng Chuông, Lũng Tỳ, Lũng Quang, Lũng Chi, Nậm Thúm, Lũng Gà, Pài Làn, Lộng Tang, Lũng Găn, Lũng Po, Lũng Cao, Ngườm Bang, Phia Thang, Thua Khao, có dòng suối Cạn chảy qua.
Tỉnh lộ 211 chạy qua địa bàn xã.

## Lịch sử
Địa bàn xã Khâm Thành hiện nay trước đây vốn là hai xã Khâm Thành và Ngọc Chung thuộc huyện Trùng Khánh.
Ngày 9 tháng 9 năm 2019, Hội đồng Nhân dân tỉnh Cao Bằng ban hành Nghị quyết số 27/NQ-HĐND về việc sáp nhập một số xóm thuộc hai xã Khâm Thành và Ngọc Chung.
Trước khi sáp nhập, xã Khâm Thành có diện tích 23,58 km², dân số là 1.854 người, mật độ dân số đạt 79 người/km², có 7 xóm: Pác Chang, Nậm Sum, Pác Thay, Tấn Mấu, Đà Hoặc, Bản Mới, Phia Hồng. Xã Ngọc Chung có diện tích 20,82 km², dân số là 1.053 người, mật độ dân số đạt 51 người/km², có 4 xóm: Đồng Tâm, Giộc Vung, Lũng Chung, Pác Pó.
Ngày 10 tháng 1 năm 2020, Ủy ban Thường vụ Quốc hội ban hành Nghị quyết số 864/NQ-UBTVQH14 về việc sắp xếp các đơn vị hành chính cấp huyện, cấp xã thuộc tỉnh Cao Bằng (nghị quyết có hiệu lực từ ngày 1 tháng 2 năm 2020). Theo đó, sáp nhập toàn bộ diện tích và dân số của xã Ngọc Chung vào xã Khâm Thành.

## Hành chính
Xã Khâm Thành được chia thành 11 xóm: Bản Mới, Đà Hoặc, Đồng Tâm, Giộc Vung, Lũng Chung, Nậm Sum, Pác Chang, Pác Pó, Pác Thay, Phia Hồng, Tấn Mấu.